# 아즈텍 태양석

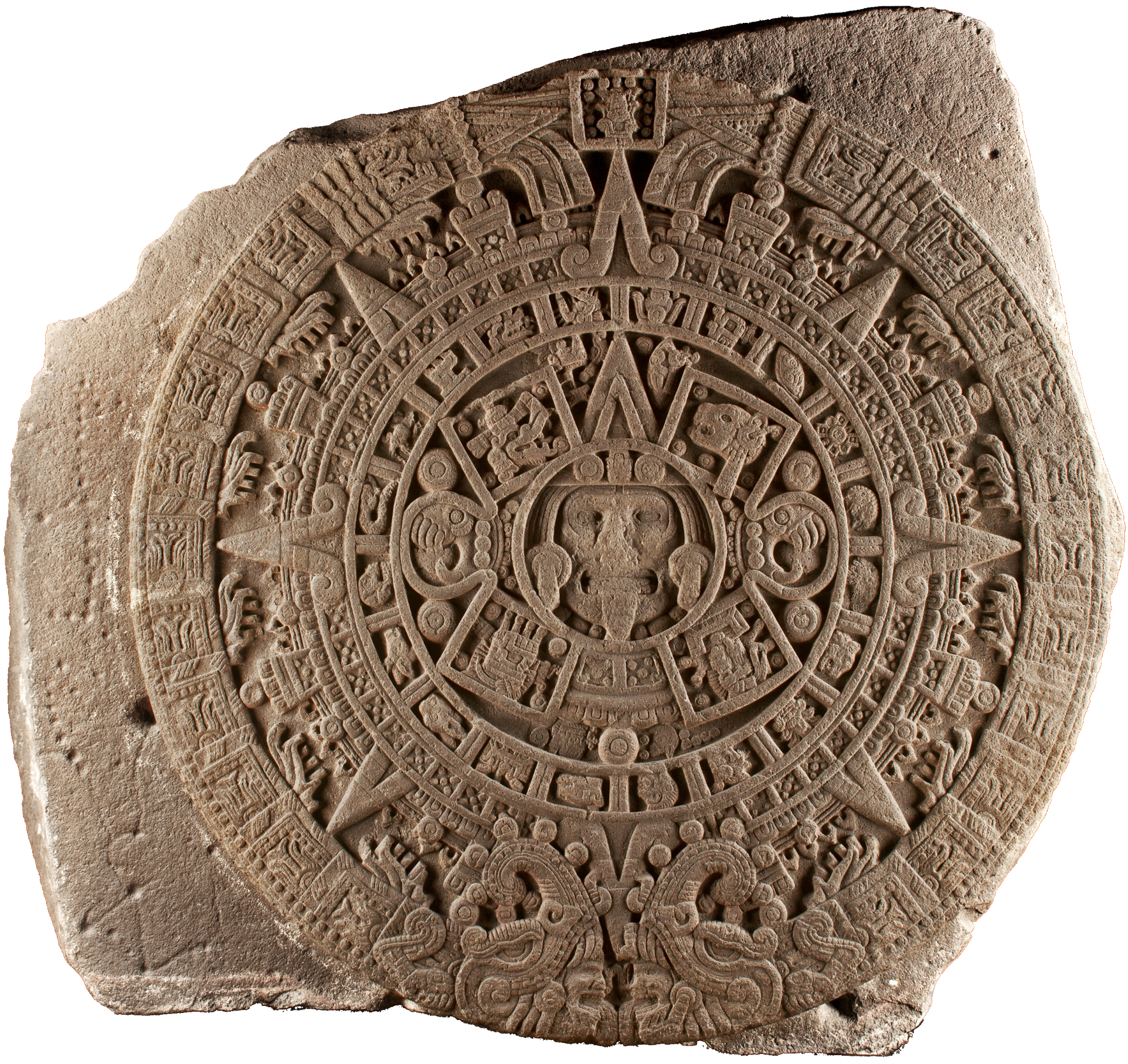

아즈텍 태양석(스페인어: Piedra del Sol)은 멕시코시티의 국립 인류학 박물관에 소장된 고전 이후의 멕시코 조각품이며 멕시코 조각품 중 가장 유명한 작품의 하나이다. 직경 3.6m(12ft), 두께 98cm(39in), 무게 24,590kg(54,210lb)이다. 스페인의 멕시코 정복 직후, 모놀리식 조각상은 멕시코시티의 중앙 광장인 소칼로에 묻혔다. 1790년 12월 17일 멕시코시티 대성당을 수리하던 중 재발견되었다. 태양석이 재발견된 후, 태양석은 대성당의 외벽에 부착되어 1885년까지 남아 있었다. 초기 학자들은 처음에 이 돌이 1470년대에 조각된 것으로 생각했지만, 현대 연구에 따르면 1502년에서 1521년 사이에 조각된 것으로 보인다.

## 역사
이 돌 기둥은 메소아메리카 고전시대 이후 말기에 멕시카(Mexica) 조각되었다. 정확한 제작일은 미상이나 중앙 디스크에 있는 아즈텍 통치자 목테주마 II세의 이름 상형 문자는 1502년에서 1520년 사이의 그의 통치를 기념하는 기념비이다. 화려함의 마지막 단계에서 멕시카스가 거대한 돌 블록을 건설한 것에 대한 특정 언급이 있다.